# Sylejman Selimi
Sylejman Selimi (serbisch-kyrillisch Сулејман Селими, * 25. September 1970 in Ovčarevo bei Srbica, Sozialistische Föderative Republik Jugoslawien) ist der ehemalige Kommandant der UÇK. Er wurde wegen Kriegsverbrechen verurteilt, unter anderem wegen Folter und unmenschlicher Behandlung von Gefangenen am Gefangenenlager Likovac während des Kosovokrieges. Nach dem Krieg war er bei den Sicherheitskräften der Republik Kosovo. Im Jahr 2011 wurde er Botschafter Albaniens.

## Leben
In seinem Heimatort besuchte Selimi nach der Grundschule eine weiterführende Schule in Klina und später die Fakultät für Bergbau und Metallurgie in Mitrovica.

### Karriere
- 1991–1997: Zellenrekrutierung für die Kosovo-Befreiungsarmee (UÇK)
- 1998–1998: Kommandant der UÇK im Operationsgebiet Drenica
- 1998–1999: Generalkommandant der UÇK
- 1999–2000: Kommandeur der Kosova-Garde
- 2000–2006: Stellvertretender Kommandeur des Kosovo-Schutzkorps
- 2006–2009: Kommandeur des Kosovo-Schutzkorps
- 2009–2011: Befehlshaber der Sicherheitskräfte des Kosovo

## Kriegsverbrechen
Selimi wurde von kosovarischen Gerichten verurteilt, weil er einen zivilen Gefangenen in einem UÇK-Gefangenenlager in Likovc gefoltert hatte. Das Gericht entschied Selimi zu acht Jahren Haft zu verurteilen. Die Dauer der Haft wurde später auf sieben Jahre reduziert und letztlich wurde Selimi unter Auflagen im Januar 2019 freigelassen. Ex-Präsident Hashim Thaci erklärte: „Das Kosovo ist besser und sicherer, seit der lebende Held Sylejman Selimi auf freiem Fuß ist.“